# كأس فلسطين لأندية الضفة الغربية 2016–17
كأس فلسطين لأندية الضفة الغربية 2016–17 هي النسخة الثامنة من البطولة وتوج بها أهلي الخليل على نادي شباب الخليل.